# علامة تروسو للخباثة
علامة تروسو للخباثة (بالإنجليزية: Trousseau sign of malignancy)‏ أو متلازمة تروسو (بالإنجليزية: Trousseau's Syndrome)‏ هي علامة طِبية تتضمن نوبات من التهاب الأوعية الدموية، الناجمة عن تَخثُر الدم (التهاب الوريد الخثاري)، وتتكرر هذه العلامة أو تظهر في أماكن مُختلفة مع مرور الوَقت (التهاب الوريد الخُثاري المُهاجر). كما أنَّ موقع التجلط يحصل له احمرار، ويُصبح بالإمكان الشُعور بالتلجط أسفل الجِلد، وتُعتبر علامة تروسو للخباثة من العلامات النادِرة المُتغيرة في الخثار الوريدي والتي تتميز بتكرار حُدوثها في الأوردة العُلوية وفي أماكن غير مألوثة مِثل الذراعين وَجِدار الصَدر. غالباً ما تترافق متلازمة تروسو مع سَرطان الرئتين والبنكرياس.
تُعتبر علامة تروسو من الأدلة المُبكرة على حدوث سرطان المعدة أو البنكرياس، حيثُ تظهر في فترة شهر إلى عام قبل حدوث الوَرم، وبالتالي يُمكن اكتشاف الوَرم من خلالِها، كما أنَه يُنصح باستخدام الهيبارين لتِجنب حدوث هذه التجلطات مُستقبلاً.
يجب التمييز بين علامة تروسو للخباثة وبينَ علامة تروسو للتكزز المستتر، ويجب عدم الخلط بينهما، فعلامة تروسو للتكزز المُستتر تحدث غالباً بسبب وجود نقص في كالسيوم الدم.

## التاريخ
وصفَ أرماند تروسو هذه العلامة للمرة الأولى في عقد عام 1860، وقد وجدَ هذه العلامة لديه في وقتٍ لاحق، ثُم تم تشخيصه بسرطان المعدة وتُوفي بعد ذلك بوقتٍ قَصير. تدل علامة تروسو في الخثار على الخَباثة نتيجةً لحدوث تغير في تكوين الدم بدلاً من حدوث استجابة التهابية محلية، وعند ربط الملاحظات السريرية مع النتائج الجراحية والتشريحية، وجدَ أرماند أنَّ السَرطان الموضعي يُؤدي إلى حدوث فرط الخثورية (أي فرط في تجلط/تخثر الدم) والذي يؤدي إلى حدوث الخُثار في موقع آخر في الجِسم، مِثل الأطراف مع وجود خباثة حشوية، وقد وصفَ أرماند تروسو العديد من الحالات التي كانَ فيها تَخثر الدم المُتكرر دليلاً على وجود سَرطان حَشوي (سرطان في الأحشاء).

## الفيزيولوجيا المرضية
ترتبط بعض الأورام الخَبثية -خصوصاً ورم الغراء العصبي (25%) وَالسرطانة الغدية في البنكرياس والرئتين- مع فَرط الخثورية (أي ميل الدم للتخثر)، ولكن أسباب هذا الأمر غير مفهومة حتى الآن، ولكن بعضها قد يعود إلى عوامل يقوم الوَرم بإفرازها، فمثلاً بعض السرطانات الغدية تَقوم بإفراز الموسين، الذي بإمكانه التفاعل مع السيليكتين الموجود في الصفائح الدموية، وبالتالي يؤدي إلى تشكل خُثرة صغيرة.
يقوم الدَم في المرضى المُصابين بأورام خبيثة مُرتبطة مع فرط الخثورية بتشكيل خُثرات بشكل عفوي في الأوعية البوابية، مِقل الأوعية الغائِرة في الأطراف (مِثل القدم) والأوعية الظاهرة في عدد من أنحاء الجسد، وتظهر هذه الخُثرات على شكل أوعية دموية مُنتفخة (التهاب الوريد الخثاري) مُترافقة مع آلام مُتقطعة في المنطقة.